# Electronic (band)

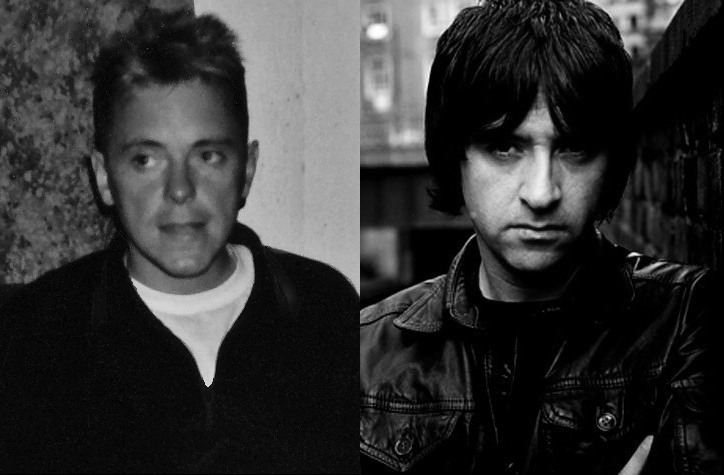
Bernard Sumner en Johnny Marr

Electronic was een supergroep die werd opgericht door zanger en gitarist Bernard Sumner van New Order en gitarist Johnny Marr van The Smiths. Zij maakten samen drie albums tussen 1989 en 1999.
De groep ontstond toen Bernard Sumner in 1987 aan het einde van New Orders tournee door Amerika Johnny Marr vroeg om gitaar te spelen op zijn geplande solo-album. Dit leidde tot het idee voor het oprichten van een band: Electronic. De eerste uitgave van Electronic was de single Getting away with it in december 1989. Hierop is ook Pet Shop Boys-zanger Neil Tennant te horen, die het nummer mede schreef en achtergrondzang verzorgt.
De opnamen voor het eerste album, simpelweg getiteld Electronic, vonden plaats in 1990. Voordat Electronic op 28 mei 1991 werd uitgebracht, verscheen nog de single Get the Message. Het album Electronic werd goed ontvangen en meer dan een miljoen exemplaren gingen over de toonbank. De combinatie van de melancholische stem van Sumner, de synthesizers en de gitaar van Marr bleek goed te werken. Overigens leverden Neil Tennant en Chris Lowe ook een bijdrage aan Electronic.
In 1992 verscheen de single Disappointed, die niet van een album afkomstig was. Dat was wederom het resultaat van een samenwerking met Neil Tennant, die deze keer de complete vocals voor zijn rekening nam. Voor het tweede album, Raise the Pressure, werkte Electronic samen met Karl Bartos van Kraftwerk. De opnames vonden plaats van 1994 tot begin 1996. Dit album werd minder goed ontvangen, maar bevatte toch goede songs als For you, Dark Angel en Second Nature.  
In tegenstelling tot Raise the Pressure werd het derde album van Electronic, Twisted Tenderness (1999), in een korter tijdsbestek opgenomen. Twisted Tenderness wordt veelal gezien als een verbetering ten opzichte van Raise the Pressure. Marrs gitaarwerk was weer duidelijker aanwezig. Na dit album keerde Sumner terug naar New Order en Marr richtte de band The Healers op.
In 2006 verscheen een album met muzikale hoogtepunten. Het album bevat alle singles, aangevuld met enkele aansprekende albumtracks en B-kanten, maar er werd geen nieuw materiaal meer uitgebracht. Electronic is echter nooit formeel opgeheven.

## Discografie

### Albums
- Electronic (1991)
- Raise the Pressure (1996)
- Twisted Tenderness (1999)
- Get the Message: the best of (2006)

### Singles
- Getting away with it (1989)
- Get the Message (1991)
- Feel Every Beat (1991)
- Disappointed (1992)
- Forbidden City (1996)
- For You (1996)
- Second Nature (1997)
- Vivid (1999)
- Late at Night (1999)